# 瓦兹族
瓦兹族（Wazir，普什圖語：‎）是隶属普什图族的一个部落。他们主要居住在巴基斯坦接近阿富汗边境的北瓦济里斯坦特区和南瓦济里斯坦特区。
根据传说，瓦兹族的祖先是普什图族創办人Qais Abdur Rashid的养子Karlani。
南瓦济里斯坦特区的主要居民是马苏德（Mehsud）族和艾哈邁德札依族（Ahmadzai）。这两族人均以好战而闻名。